# Mangarinus
Mangarinus is een monotypisch geslacht van straalvinnige vissen uit de familie van grondels (Gobiidae).

## Soort
- Mangarinus waterousi Herre, 1943